# Automotive SPICE
Automotive SPICEは、国際標準ISO/IEC 15504（SPICE）の一種。

## 概要
Automotive SPICEは、自動車業界で車載ソフトウェア開発プロセスのフレームワークを定めた業界標準のプロセスモデルで車載ソフトウェアの開発プロセスを定量的に評価することが目的。
ドイツ自動車産業協会（VDA）は、米国、EU、スイスでAutomotive SPICEブランドを所有する。
Automotive SPICEは、AUTOSIG（Automotive Special Interest Group）によって2001年から開発されたドイツの自動車メーカーである、アウディ、BMW、ダイムラー、ポルシェとフォルクスワーゲン、ならびにフィアット、フォード、ジャガー、ランドローバー、ボルボなど世界の自動車産業とSPICEユーザーグループと調達フォーラムに属する。
ISO/IEC 15504-2の要求事項は、適合車載SPICEアセスメントの実行に適用される。例えば、シニア・アセスメントの能力、入力文書の作成、実行される活動、出力文書の作成、評価プロセス全体の包括的な文書化などがある。主任審査員の資格は、認定によって証明することができる。ドイツ語圏では、2つの資格制度がある。
INTACS（国際資格認定制度）
IntRSA（審査員のための国際登録制度）
最小限のプロセス（最小範囲）検討すべき評価に合意された共通の周囲には、アウディ、BMW、ダイムラー、ポルシェとフォルクスワーゲンは、HIS（Herstellerイニシアティブソフトウェア）の一部として持っている。2007年1月1日以降、HISのメンバーはサプライヤーとの共同プロジェクト作業の一環として自動車SPICEアセスメントのみを受け入れた。
VDAの協力パートナーはiNTACS e.V.でiNTACS e.V.は、査定者の訓練のために同じ名称のスキームを開発した。iNTACSスキームは、HISとISO / IEC 15504-2の資格要件を満たす。高品質基準で自動車SPICE査定者の育成と認定を一緒に確保し、スキームを開発するiNTACS e.V.とVDA間の協力協定がある。 2008年11月、VDAは自動車用SPICEテキストのドイツ語公式翻訳を公表した。これまでは英語でしか入手できなかった。 VDAは、メンバーSPACEをソフトウェア開発プロセスの評価モデルとして推奨する。Automotive SPICEの日本語訳はビジネスキューブ・アンド・パートナーズが担当する。

## 資格制度
intacsは、以下のランクで有資格者のレベルを区別
最上位：
- インストラクター（コンピテントアセッサートレーニング）
- インストラクター（プロビジョナルアセッサートレーニング）
- プリンシパルアセッサー
- コンピテントアセッサー
- プロビジョナルアセッサー

最下位：

## 参考
- Automotive SPICE3.0